# Władysław Miśkiewicz
Władysław Miśkiewicz (ur. w 1822 w Baszynach, zm. w 1885 w Gromadzicach) – polski wojskowy, uczestnik powstania wielkopolskiego (1848) i wojny krymskiej (1853–1856), weteran powstania styczniowego (1863–1864), żołnierz Legii Cudzoziemskiej. 

## Życiorys
Władysław Miśkiewicz był synem Nepomucena Miśkiewicza i Anieli Miśkiewicz z domu Orzechowskiej.
W 1848 roku wziął udział w powstaniu wielkopolskim, a po jego upadku udał się na emigrację do Francji. Od 1849 do 1853 roku służył w Legii Cudzoziemskiej w Algierze, a w latach 1853–1854 w legionie Michała Czajkowskiego podczas wojny krymskiej. Po kilkuletnim pobycie na emigracji powrócił do Królestwa Polskiego. 
W 1863 roku wziął udział w powstaniu styczniowym. Służył w stopniu rotmistrza pod dowództwem Edmunda Taczanowskiego oraz Kazimierza Mielęckiego. W dniu 1 marca 1863 roku pod Bieniszewem poprowadził atak polskiej kawalerii na pozycje piechoty rosyjskiej, doprowadzając do zwycięstwa w tej bitwie. Był również uczestnikiem późniejszych bitew, m.in. pod: Dobrosołowem (2 marca 1863 roku), Olszowym Młynem (22 marca 1863 roku), Pyzdrami (17 kwietnia 1863 roku) i Sieradzem (19 września 1863 roku), podczas której został ciężko ranny. Pod koniec powstania został awansowany do stopnia majora.
Po klęsce powstania styczniowego nie brał już udziału w działaniach zbrojnych.

### Życie prywatne
Miśkiewicz miał dwóch braci; Ignacego i Józefa (weteranów powstania styczniowego). Był bratem Antoniny Miśkiewicz, matki Jana Nepomucena Godlewskiego, w którego patriotyczne wychowanie był aktywnie zaangażowany. 
Zmarł bezdzietnie w 1885 r. w Gromadzicach pod Wieluniem. Spoczywa na cmentarzu w Czarnożyłach. 

## Spuścizna
Reprodukcja fotografii z okresu powstania styczniowego przedstawiającej braci Józefa, Władysława i Ignacego Miśkiewiczów została opublikowana w albumie Jana Grabca Rok 1863, wydanym w Poznaniu w 1913 roku, w pięćdziesiątą rocznicę powstania styczniowego.